# Kamerundrosselhäherling
Der Kamerundrosselhäherling (Turdoides gilberti), früher als Kamerunberghäherling, Weißkehltimalie oder Kupehäherling bezeichnet,  ist eine Singvogelart aus der Familie der Häherlinge (Leiothrichidae). Er kommt in Nigeria und Kamerun vor.

## Merkmale
Der Kamerundrosselhäherling erreicht eine Körperlänge von 21 bis 23 cm und ein Gewicht von 64 g. Nacken, Oberseite und Oberflügeldecken sind bronze olivfarben. Der Bürzel ist rötlich. Die Oberschwanzdecken sind kastanienbraun. Der Schwanz ist sehr dunkel olivbraun mit rötlichen äußeren Fransen. Das Gesicht, einschließlich der Zügel, der Wangen, des Überaugenstreifs und des Unterbartstreifs, sowie die Ohrdecken sind weiß mit einer hell weinrot kastanienbraunen Färbung. Der Bereich vom Kinn bis zur Brustmitte ist reinweiß. Die übrige Unterseite ist olivfarben mit einer stumpfen kastanienbraunen Färbung. Die Unterschwanzdecken sind satter gefärbt. Die Iris ist grauweiß bis hell blaugrau. Der Schnabel ist hellbraun, der Unterkiefer ist schmutzigweiß. Die Beine sind grünlichgrau oder bläulichgrau. Die Geschlechter ähneln sich. Bei den juvenilen Vögeln sind die Ohrdecken braun. Wangen, Kinn und Kehle haben zwei bis drei weiße Federn. Die immaturen Männchen haben eine weiße Kehle. Die Ohrdecken sind spärlich braun gefleckt. Die Unterseite ist rötlicher.

## Systematik
Der Kamerundrosselhäherling wurde 1949 von William Serle beschrieben und als Typusart der neuaufgestellten Gattung Kupeornis in der Familie der Timalien klassifiziert. 1962 klassifizierte ihn Charles M. N. White in die Gattung Lioptilus. 1980 wurde er von Hans Edmund Wolters zurück in die Gattung Kupeornis gestellt. 2018 wurde der Kamerundrosselhäherling von Alice Cibois und ihren Kollegen in die Gattung Turdoides der Familie der Häherlinge gestellt. Das Artepitheton bezieht sich auf Gilbert Nkwocha, der für Serle als Präparator arbeitete.

## Verbreitungsgebiet
Der Kamerundrosselhäherling ist auf einige wenige Orte im Westen Kameruns (Rumpiberge, Bakossi-Berge, Banyang-Mbo-Naturschutzreservat, Kupe, Manengouba, Nlonako) und im Osten Nigerias (Obudu-Plateau) beschränkt. Die Art ist auf dem Obudu-Plateau weit verbreitet und wurde 1999 auf dem Manengouba sehr häufig gefunden. Die beiden wichtigsten Standorte für die Art sind jedoch die Bakossi-Berge und die Rumpiberge, da dort noch geeignete Waldflächen vorhanden sind. Im Jahr 1998 wurde die Population in den Bakossi-Bergen auf mehrere tausend Individuen geschätzt. 2016 bezifferten Lukasz Tracewski und seine Kollegen das maximale effektiv besiedelte Gebiet (berechnet auf Basis der verbleibenden Baumfläche im Verbreitungsgebiet der Art) auf ca. 910 km².

## Lebensraum
Der Kamerundrosselhäherling ist hauptsächlich auf primäre Bergwälder mit hohen Niederschlägen angewiesen. Er wurde jedoch auch schon in ausgewachsenen Sekundärwäldern beobachtet, darunter in buschigen Wäldern an den Südhängen des Manengouba, die von moosbewachsenen Bäumen der Art Maesa lanceolata dominiert sind, sowie in Nadelbäumen in der Nähe von Rinderfarmen auf dem Obudu-Plateau. Die Art kommt in Höhenlagen zwischen 950 und 2130 m vor.

## Lautäußerungen
Der Ruf umfasst harsche chak, chook oder chrook-Töne, die in der Regel einzeln, gelegentlich aber auch bis zu viermal in schneller Folge wiedergegeben werden. Auch ein leises kiorr ist im Repertoire. Schwärme geben oft ein hartes, gemeinsames Schnattern von sich.

## Nahrungsverhalten
Der Kamerundrosselhäherling ist hauptsächlich Insektenfresser. Er zieht in hochaktiven, lautstarken Schwärmen von bis zu zwölf, gelegentlich bis zu 20 Individuen durch den Wald. Die Gruppen bewegen sich langsam durch das Kronendach und die mittlere Baumschicht und steigen gelegentlich bis ins Unterholz hinab. Moos, Epiphyten und Rindenspalten werden nach Nahrung abgesucht, wobei die Vögel häufig kopfüber sitzen. Der Kamerundrosselhäherling vergesellschaftet sich oft mit Schwärmen des Goldbauch-Bülbüls und anderen Vogelarten.

## Status
Der Kamerundrosselhäherling wird seit 2017 in der Roten Liste gefährdeter Arten der IUCN in der Kategorie „gefährdet“ (vulnerable) gelistet. Zwischen 2000 und 2016 wurde er als stark gefährdet (endangered) eingeschätzt. Das Gesamtverbreitungsgebiet ist mit ca. 1990 km² klein und ihr Lebensraum in den Bergwäldern ist bedroht und nimmt an einigen Stellen in Umfang und Qualität weiter ab. Ungestörte Wälder im gesamten Verbreitungsgebiet der Art stehen unter Druck durch intensive Beweidung, Feuer und Rodung für die Landwirtschaft sowie durch die Gewinnung von Holz und Brennholz. Pläne für eine 70.000 Hektar große Palmölplantage könnten zu einer erheblichen Fragmentierung großer Areale geeigneter Lebensräume im Südwesten Kameruns führen, falls diese genehmigt werden.
1998 wurde die Population in den Bakossi-Bergen, einem der wichtigsten Standorte der Art in Kamerun, auf mehrere tausend Individuen geschätzt, so dass die Art als vorläufige Populationsschätzung in die Bereichsspanne von 10.000 bis 20.000 Individuen fällt. Dies entspricht 6000 bis 15.000 geschlechtsreife Individuen.